# エヴロン
エヴロン （Évron）は、フランス、ペイ・ド・ラ・ロワール地域圏、マイエンヌ県のコミューン。

## 地理
マイエンヌ県4番目の人口を持つエヴロンは、ラヴァルの東33km、ル・マンの西54kmのところにある。

## 由来
ケルト（ガリア）の言葉eburo（ifまたはイノシシ）が要素となって構成される。接尾辞の-oまたは位置を表す-dunoが付けば『要塞化した村』（village fortifié）、-magosが付け足されたとみなせば『平らな土地、市場』となる。

## 歴史

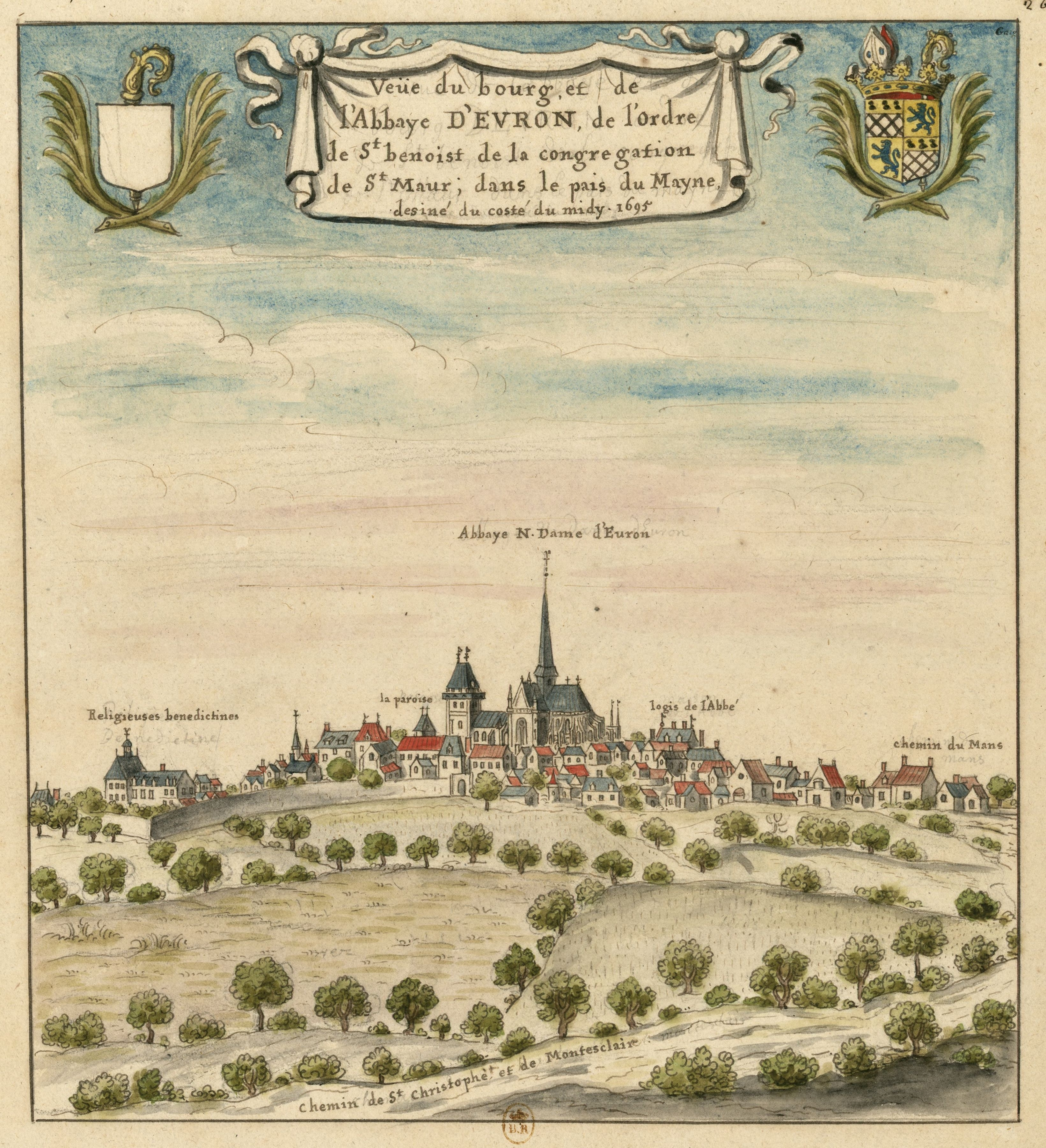
17世紀に描かれたノートルダム修道院とエヴロンの町

最初のノートルダム修道院は7世紀に建てられ、ノルマン人によって破壊された。修道院は981年に一流の技術を持つ人々によって再建された。そしてその壮大さから多くの巡礼者たちが集まるようになった。
1418年にはイングランド軍が町に侵攻し、ユグノー戦争中の1577年にはユグノーによる略奪にあっている。町を防衛する設備は18世紀の建設である。マイエンヌにおけるシュアンの首領、ロシャンボーことギヨーム・ル・メテイエは、エヴロン地区の理事会に司祭追放の法令に抗議するため請願を行った5、6人のうちの1人であった。

## 人口統計
| 1962年 | 1968年 | 1975年 | 1982年 | 1990年 | 1999年 | 2007年 | 2012年 |
| ------ | ------ | ------ | ------ | ------ | ------ | ------ | ------ |
| 3874   | 4537   | 5407   | 6398   | 6904   | 7283   | 7152   | 7121   |

source=1999年までLdh/EHESS/Cassini、2004年以降INSEE

## 史跡

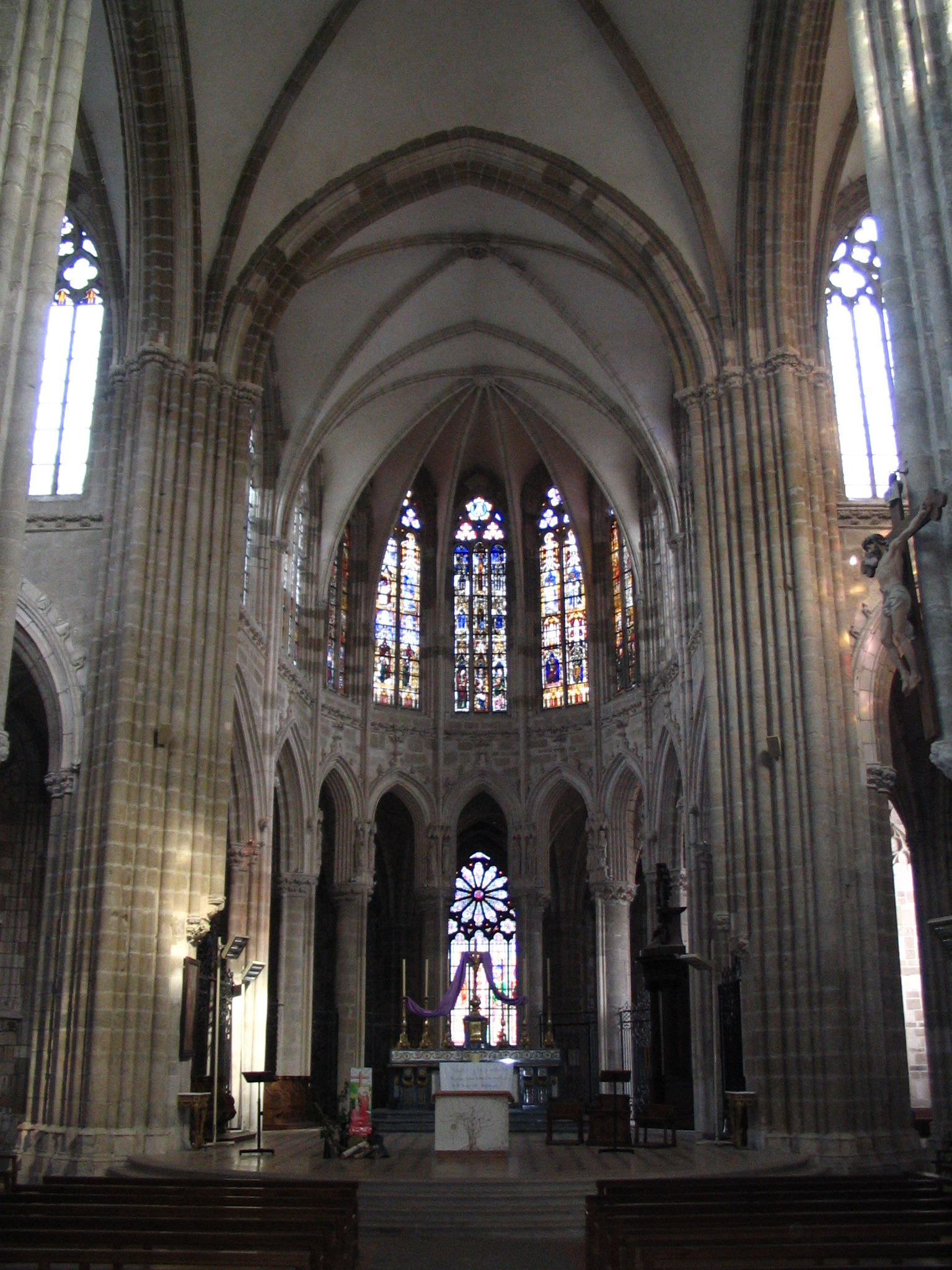
本堂

- ノートルダム修道院 - ベネディクト会派。一部がロマネスク様式やゴシック様式からなる。

## 姉妹都市
- ラコタ、コートジボワール
- ヴィルデスハウゼン、ドイツ
- ハートフォード、イギリス
- アルヴェルニア、ポーランド